# Chinologie
Chinologia (din limba greacă κύων, gen. κύνος, kyn, „câine” și λόγος, logos, „știință”) este știința care se ocupă cu studiul câinilor. În lume, au fost preluați termenii proveniți din franceză cynophilie, cynologique. Un rol important în preluarea termenului a avut probabil și denumirea Fédération Cynologique Internationale.